# Skvalen
Skvalen (sumární vzorec C30H50; MF59™) je přírodní organická sloučenina, která se běžně vyskytuje např. v sekretu mazových žláz. Byl poprvé izolován z jater žraloka rodu Squalus, ale z důvodů ochrany žraloků se získává z jiných zdrojů.

## Výskyt
Skvalen je přirozenou součástí rostlinných i živočišných tkání, kde slouží jako prekursor k syntéze steroidů. U obratlovců jsou místem jeho syntézy jaterní buňky. Získává se z běžných přírodních zdrojů jako olivový olej, lněný olej, semínka laskavce, olej z rýžových otrub a pšeničných klíčků. Zdrojem mohou být rovněž pekařské a pivovarské kvasinky a lze ho připravit i biosyntetickými procesy s pomocí geneticky upravených kvasinek a bakterií.

## Chemické složení
Přírodním prekursorem pro syntézu skvalenu je nenasycený uhlovodík isopren, který některé stromy jako dub nebo eukalyptus vylučují do atmosféry. Jeho polymerací vzniká např. přírodní kaučuk nebo terpeny, které jsou součástí pryskyřic a vonných esencí (monoterpeny - polyterpeny). Skvalen je lineární triterpen a vzniká kondenzací dvou molekul farnesyl pyrofosfátu za účasti NADP. Oxidací a enzymaticky katalyzovanou cyklizací se v organismu přeměňuje na lanosterol a dále na cholesterol.

## Průmyslové využití
Skvalen slouží jako přirozená ochrana a lubrikace pokožky a pro svou nízkou toxicitu bývá součástí kosmetických přípravků. Působí na rychlejší hojení drobných poškození kůže, popálenin a alergických exémů. V kombinaci se surfaktanty má významné využití ve farmacii jako adjuvans některých chřipkových vakcín. Emulgace antigenu s nerozpustným skvalenem vede při imunizaci k jeho pomalejšímu uvolňování a zvyšuje tak imunitní odpověď.
Některé dezinformace šířené na internetu přisuzují medicínskému využití skvalenu roli při vzniku autoimunitní odpovědi. To však bylo přesvědčivě vyvráceno řadou prací, které prokazují, že přirozené protilátky proti skvalenu má asi desetina populace, nezávisle na tom, zda byla či nebyla imunizována adjuvantní vakcínou. Také WHO uvádí, že adjuvantní chřipkovou vakcínou s obsahem skvalenu bylo v Evropě od roku 1997 imunizováno 22 milionů osob bez jakýchkoli vedlejších účinků.